# Матвеев, Стефан Матвеевич
Стефа́н Матве́евич Матве́ев (11 [23] декабря 1871, Савалеево, Мензелинский уезд, Уфимская губерния — 1942, СССР) — священнослужитель Русской православной церкви (с 1924 года — обновленец), протоиерей, настоятель Никольского собора в Набережных Челнах. Бывший епархиальный миссионер Уфимской епархии, автор многих статей по церковным вопросам, этнограф-любитель.

## Биография
Стефан (Степан) Матвеевич Матвеев родился 11 декабря 1871 года в кряшенском селении Савалеево Мензелинского уезда Уфимской губернии. Образование получил в Центральной крещёно-татарской школе Казани. Священный сан принял в 1897 году, с 1917 года — протоиерей. Служение проходил в кряшенских селениях Белебеевского уезда Уфимской губернии, кряшенских селениях Закамья ТАССР. Автор многих статей по церковным вопросам «Инородцы Уфимской губернии» (1910), «Первые в Уфимской епархии курсы по приходской миссии для крещёных инородцев (1911)», и др.), этнограф-любитель. Известны следующие его статьи по этнографии кряшен: «Свадебные обычаи и обряды крещёных татар Уфимской губернии» (1896), «Погребальные и поминальные обряды крещёных татар Уфимской губернии» (1898). В 1915—1917 гг. являлся редактором кряшенской газеты «Дус» («Друг»). До своего ухода в обновленчество (в октябре 1924 года) являлся епархиальным инородческим миссионером среди кряшен.
Согласно семейным преданиям родственников, о. Стефан был репрессирован, умер в ссылке в 1942 году. Сохранилось его письмо, датированное 1940 годом, адресованное родственникам:

«…Yз жамагаты белян эшляб кoн иткян кеше барысыда кулак була мыный? Сарапяледя учитель, чит жирлярдя пуп булыб мин Сауяляй калкына нендей зыйан китердем? Yзем артыннан эне-сепелляремне тартыб чыгарыу кемгя зыйан китерде? Шушы сорау билгеляреня с/совет жауаб бирсен. Монда тормош жаман тoгoл: таза кешегя эш тя, аш та бар. Жяй кoнo ике ай мин пчеловодный инструктор булыб эшлядем, казер детдомда ыуак-тoяк ремонт эшен (балта остасы булыб) эшлейем…»

«...Трудящиеся со своими семействами все ли являются кулаками? В Сарапалах — учителем, в разных местах (являясь) священником, какой вред я принёс жителям Савалеево? То, что я выводил в люди своих братьев и сестёр, кому принесло вред? На эти вопросы пусть ответит с/совет. Здесь жизнь не плоха: здоровому человеку и работа, и хлеб есть. Летом два месяца я работал инструктором по пчеловодству, сейчас в детдоме провожу плотницкие мелкие ремонтные работы...»

## Семья
Согласно воспоминаниям родственников, у священнической четы было восемь детей: старший — Виктор Степанович, проживал в Москве, инженер; Нина Степановна — с 1917 г. проживала в Москве, артистка театра, после работала секретарём; Сергей Степанович — красногвардеец, в 1919 г. пропал без вести в Гражданскую войну; Александра Степановна — проживала с мужем в Москве, работала швеёй; Мария Степановна — инженер; Василий Степанович — художник, проживал в Москве, после переезжает в Алма-Ату; Тамара Степановна — товаровед, проживала в Москве; Владимир Степанович — электротехник.

## Публикации
- Мухаммеданский рассказ о св. деве Марии. — Казань: типо-лит. Имп. ун-та, 1895. — 18 с.
- Свадебные обычаи и обряды крещёных татар Уфимской губернии: Чит. в Общ. собр. 22 февр. 1896 г. — Казань: типо-лит. Имп. ун-та, 1896. — 39 с.
- Погребальные и поминальные обряды крещёных татар Уфимской губернии. — Казань: типо-лит. Имп. ун-та, 1899. — 35 с.
- Два дня среди крещёных и отпавших инородцев : (Из дневника миссионера). — Москва: печатня А. И. Снегирёвой, 1902. — 46 с.
- Гадание на кольцах у крещёных татар / [Член-сотр. О-ва свящ. С. Матвеев]. — Казань: типо-лит. Имп. ун-та, 1907. — 8 с.
- О крещёных инородцах Уфимской епархии: Докл. Миссион. съезду в г. Казани по вопросу о христиан. просвещении инородцев Уфим. епархии. — Уфа: Электр. губ. тип., 1910. — 57 с.
- Первые в Уфимской епархии курсы по приходской миссии для крещёных инородцев. — Уфа: Губ. электр. тип., 1911. — 27 с.
- Краткосрочные миссионерские курсы для мирян, ревнителей православия, по противомусульманской миссии Уфимской епархии в 1912 году. — Уфа: тип. «Сеятель», 1913 — 41 с.
- О Святой земле: Чтения о Св. земле на рус. и татар. яз. / Сост. и пер. свящ. С. Матвеев. — Казань: Уфим. отд. Имп. Палест. о-ва, 1913. — Путь к Иерусалиму. — 1913. — 23 с.
- Правда о церковном обновлении. — Челны: 1-е Окр. церковное упр., 1925. — 17 с.